# Paul Josef Cordes
Paul Josef Cordes (Kirchhundem, 5 september 1934 – Rome, 15 maart 2024) was een Duits geestelijke en een kardinaal van de Rooms-Katholieke Kerk.
Na zijn gymnasiumopleiding studeerde Cordes enkele jaren medicijnen, alvorens aan de Universiteit van Mainz theologie te gaan studeren. Hij studeerde af bij Karl Lehmann, de latere bisschop van Mainz. Op 21 december 1961 werd Cordes tot priester gewijd. Vervolgens diende hij als prefect van het Studienheim Sankt Klemens, een seminarie voor late roepingen, en werd later rector van het diocesaan seminarie van Paderborn. In 1972 werd hij secretaris van de Duitse bisschoppenconferentie.
Op 27 oktober 1975 werd Cordes benoemd tot hulpbisschop van Paderborn en tot titulair bisschop van Naissus; zijn bisschopswijding vond plaats op 1 februari 1976. In 1980 werd hij ere-kanunnik van het Kathedrale Kapittel van Paderborn.
In 1980 trad Cordes toe tot de Romeinse Curie, waar hij secretaris werd van de Pauselijke Raad voor de Leken. Op 2 december 1995 werd hij benoemd tot voorzitter van de Pauselijke Raad "Cor Unum" en tot aartsbisschop van Naissus. In 1998 was hij de speciale gezant van paus Johannes Paulus II bij een bezoek aan het door de orkaan Mitch getroffen gebieden in Honduras, Nicaragua, El Salvador en Guatemala.
Cordes werd tijdens het consistorie van 24 november 2007 kardinaal gecreëerd. Hij kreeg de rang van kardinaal-diaken. Zijn titeldiakonie werd de San Lorenzo in Piscibus. Hij nam deel aan het conclaaf van 2013.
In 2008 werd Cordes benoemd tot lid van de Congregaties voor de Evangelisatie van de Volkeren, voor de Heilig- en Zaligsprekingsprocessen en voor de Clerus. Ook werd hij lid van de Pauselijke Raad voor Gerechtigheid en Vrede.
Cordes ging op 1 oktober 2011 met emeritaat. Op 19 mei 2018 werd hij bevorderd tot kardinaal-priester. Zijn titeldiakonie werd tevens zijn titelkerk pro hac vice.
Cordes overleed in 2024 op 89-jarige leeftijd.
- Bibsys: 98034752
- Biblioteca Nacional de España: XX894414
- Bibliothèque nationale de France: cb12143552s (data)
- Gemeinsame Normdatei: 121166945
- International Standard Name Identifier: 0000 0000 8170 7630
- Library of Congress Control Number: n91127328
- Nationale Bibliotheek van Tsjechië: xx0089189
- Nationale Bibliotheek van Polen: a0000002371197
- Nederlandse Thesaurus van Auteursnamen: 073133973
- Istituto Centrale per il Catalogo Unico: UBOV162616
- SNAC: w6z92qfw
- Système universitaire de documentation: 029909996
- Virtual International Authority File: 101930428
- WorldCat: E39PBJdmfJtbjBJkdx4Pym3RKd